# ソコオクメウオ科
ソコオクメウオ科（学名：Aphyonidae）は、アシロ目に所属する魚類の分類群の一つ。6属からなり、ミスジオクメウオなど底生性の深海魚のみ23種が含まれる。フサイタチウオ科に含める見解もある。

## 分布・生態
ソコオクメウオ科の魚類はすべて海水魚で、太平洋・インド洋・大西洋など世界中の海に広く分布する。深海の海底付近で暮らす底生魚で、特に水深700mより深い領域に多く、6,000m付近からの報告もある。
本科の魚類はカイアシ類などの甲殻類、あるいは海底の表在動物を主に捕食している。とりわけ海底に沈降した死骸に集まる節足動物を狙うことで、間接的な腐肉利用性を示すとみられている。ソコオクメウオ類は眼の発達が非常に悪い上に、遊泳にはまったく向かないぶよぶよしたゼラチン質の体をもつ。普段は海底の直上を流れに任せて漂うことでエネルギー消費を抑えており、餌の感知と捕獲は嗅覚および側線の機能に依存していると考えられている。本科魚類の主な生息範囲である水深1,000m以深には太陽光がまったく届かず、視覚の重要性が相対的に低いことに対する形態的・行動的適応とみられる。
繁殖様式はフサイタチウオ亜目に属する他の2科（フサイタチウオ科・ニセイタチウオ科）と同じく卵胎生で、雄は臀鰭の直前に交接器を備えている。

## 形態
ソコオクメウオ科は他のアシロ目魚類と同様に、タラに似た先細りの体型をもつ。全長10cm未満の小型魚であることが多く、最大でも18cm程度にしか成長しない。
眼球が退化的で非常に小さいことが、本科の最大の特徴である。鱗を欠き、体はゼラチン質で軟らかい。皮膚は透明で筋肉の発達も悪いなど、多くの点で幼形成熟の特徴を有している。浮き袋、頭部の感覚孔および幽門垂を欠く。
背鰭と臀鰭の基底は非常に長く、尾鰭と連続する。背鰭の起始部は体の後方、胸鰭から離れた位置に存在する。腹鰭は喉の位置にあり、鰭条は1本のみで、欠く種類もある。鰓蓋骨にトゲはないか、あっても脆弱で、近縁のフサイタチウオ科との鑑別点となっている。椎骨は尾部以外が26-48個、全体では68-86個。

## 分類
ソコオクメウオ科には6属23種が記載される。
- ソコオクメウオ属 Barathronus

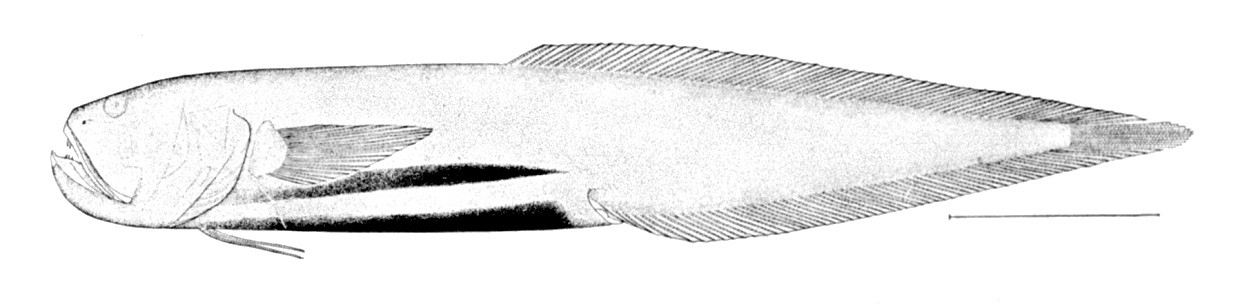
ソコオクメウオ属の1種（Barathronus bicolor）。本科魚類の眼は退化的で非常に小さく、しばしば皮膚に埋もれる

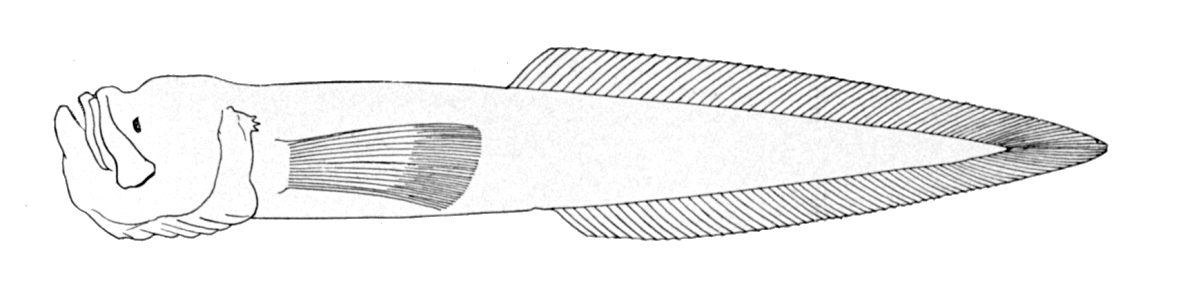
ソコオクメウオ属の1種（Barathronus parfaiti）。大西洋北東部から知られる種類

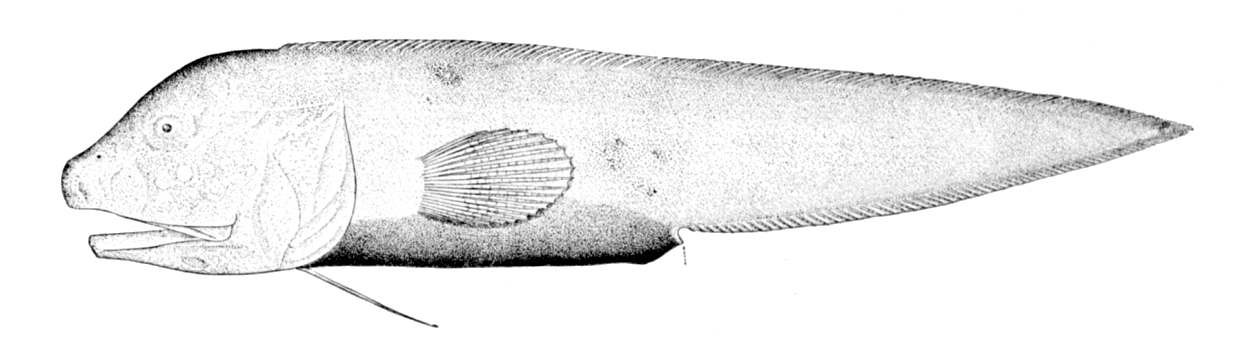
Aphyonus 属の1種（A. gelatinosus）

  - ミスジオクメウオ[6] Barathronus maculatus
  - Barathronus affinis
  - Barathronus bicolor
  - Barathronus bruuni
  - Barathronus diaphanus
  - Barathronus multidens
  - Barathronus pacificus
  - Barathronus parfaiti
  - Barathronus unicolor
- コンニャクオクメウオ属 Aphyonus
  - Aphyonus bolini
  - Aphyonus brevidorsalis
  - コンニャクオクメウオ[7] Aphyonus gelatinosus
  - Aphyonus rassi
- Meteoria 属
  - Meteoria erythrops
- Nybelinella 属
  - Nybelinella brevidorsalis
  - Nybelinella erikssoni
- Parasciadonus 属
  - Parasciadonus brevibrachium
  - Parasciadonus pauciradiatus
- Sciadonus 属
  - Sciadonus cryptophthalmus
  - Sciadonus galatheae
  - Sciadonus jonassoni
  - Sciadonus pedicellaris